# Yehia El-Deraa
Yehia Mohammed Yehia El-Deraa (født 17. juli 1995) er en egyptisk håndboldspiller.
Han repræsenterede Egypten ved sommer-OL 2016 i Rio de Janeiro, hvor han sluttede på niendepladsen med det egyptiske landshold.